# Alcalá del Río
Alcalá del Río è un comune spagnolo di 11 513 abitanti situato nella comunità autonoma dell'Andalusia.

## Geografia fisica
Sorge sulle sponde del Guadalquivir, sul sito dell'antica città romana di Ilipa Magna.

## Storia

### Simboli
Lo stemma comunale di Alcalá del Río ha particolarità di essere lo stesso del capoluogo Siviglia. 

## Amministrazione

### Gemellaggi
La città è gemellata con il comune laziale di Artena.